# Culex trifidus
Culex trifidus är en tvåvingeart som beskrevs av Dyar 1921. Culex trifidus ingår i släktet Culex och familjen stickmyggor. Inga underarter finns listade i Catalogue of Life.